# Ященко, Виктор Романович
Виктор Романович Ященко (1935—2022) — советский и российский инженер-геодезист, учёный в области геодезии, геодинамики и картографии, организатор картографо-геодезической службы, кандидат географических наук, член Союза писателей России. Руководитель Главного управления геодезии и картографии при Совете Министров СССР (1986—1991) и председатель Комитета геодезии и картографии СССР (13 апреля—25 декабря 1991). Заслуженный работник геодезии и картографии Российской Федерации (1999)

## Биография
Родился 3 июня 1935 года в Кызыле. 
В 1959 году окончил Новосибирский институт инженеров геодезии, аэрофотосъемки и картографии получив специальность инженер-геодезиста. С 1959 года на исследовательской работе в Институте геологии и геофизики Сибирского отделения АН СССР.
С 1960 по 1970 год работал в Новосибирском аэрогеодезическом предприятии в составе ГУГК при СМ СССР в качестве геодезиста-полевика, бригадира, начальника партии, отряда и экспедиции. Ященко принимал участие в полевых работах в труднодопроходимых районах Крайнего Севера и Сибири. Под руководством и с участием Ященко были созданы топографические карты имеющие гриф «секретно», по которым проектировали и строили железнодорожную линию Абакан — Тайшет; Саяно-Шушенскую ГЭС, Усть-Хантайскую ГЭС и Курейскую ГЭС; была уточнена государственная граница с Монголией. В 1970 году Ященко был направлен в Баку для организации и последующим руководством картографо-геодезической службы Азербайджанской ССР, которой руководил до 1977 года. Под его руководством и при непосредственном участии в Азербайджанской ССР была создана инспекция государственного геодезического надзора, а так же Бакинская картографическая фабрика, Аэрогеодезическое предприятия №16, Научно-Производственный геодезический центр и четыре экспедиции. Параллельно занимался педагогической деятельностью в Бакинском государственном университете, где в 1975 году защитил диссертацию на соискание учёной степени кандидат географических наук по теме: «Исследование современных вертикальных движений земной коры геодезическим методом на территории Апшеронского полуострова».
В 1977 был организатором и первым генеральным директором Уральского аэрогеодезического объединения в Свердловске, которое было им создано на базе реорганизованных экспедиционных подразделений. В 1983 году был назначен заместителем руководителя, а в 1986 году — руководителем Главного управления геодезии и картографии при Совете Министров СССР. 13 апреля 1991 года Постановлением СМ СССР за №176, Ященко был назначен первым председателем Комитета геодезии и картографии СССР (Госгеодезии СССР), а 29 декабря 1991 года в связи с распадом СССР, был уволен с этой должности в связи с её реорганизацией. Ященко стоял у истоков создания и редактирования цифровых карт мелкого и среднего масштаба, особое внимание уделял разработке и созданию автоматизированных картографических систем, дистанционному зондированию Земли, Луны и Венеры. В 1990 году был участником конференции ООН, где представлял доклад по использованию материалов советских искусственных спутников Земли для картографирования территории страны. В состав ГУГК, а затем и Госгеодезии СССР, при руководстве им Ященко, входило шесть всесоюзных и отраслевых НИИ и Государственных научно-исследовательских центров, тридцать восемь оптико-механических, топографических, аэрогеодезических и картографических предприятия и фабрик. Общая численность работников входящих в систему ГУГК составляла около пятидесяти тысяч человек, в том числе более двадцати пяти тысяч инженерно-технических кадров. 
С 1991 по 1995 год работал в Южной Африке в качестве руководителя группы консультантов Министерства обороны Анголы, руководил созданием в Анголе точных топографических карт и высокоточных геодезических сетей. В 1998 году был назначен начальником Управления кадров и учебных заведений Федеральной службы геодезии и картографии России (Роскартографии). Ященко принимал непосредственное участие в подготовке обоснования для установления профессионального праздника «День работников геодезии и картографии», принятого Указом Президента России в 2000 году. В 2014 году был назначен редактором производственной и научно-технической литературы в Центре геодезии, картографии и инфраструктуре пространственных данных. Ященко стоял у истоков создания и редактирования цифровых карт мелкого и среднего масштаба. С 1986 по 1992 год Ященко являлся членом редакционной коллегии БСЭ и в 1989 году — заместителем главного редактора Атласа поверхности Венеры.
Умер 2 декабря 2022 года в Москве.

### Сборники
- Геодезические исследования вертикальных движений земной коры / В. Р. Ященко. — Москва : Недра, 1989. — 191 с. — ISBN 5-247-01367-0
- Геодезия и картография на современном этапе развития, 1919—1989 / Редкол.: В. Р. Ященко (пред.) и др.]. — Москва : Недра, 1989. — 159 с. — ISBN 5-247-01372-7
- По геодезическим маршрутам / В. Р. Ященко. — Москва : Недра, 1990. — 94 с. — ISBN 5-247-02337-4
- Они создавали карты с грифом "секретно" / [В. Р. Ященко]. — Москва : Картография, 2007. — 174 с. — ISBN 5-85120259-9
- Геодезический мониторинг движений земной коры (по материалам Кавказского региона) / В. Р. Ященко, Х. К. Ямбаев. — Москва : Изд-во МИИГАиК, 2007. — 208 с. — ISBN 978-5-91188-005-7
- Суровые испытания тайги / В. Р. Ященко. — Москва : Картография, 2009. — 168 с.  — ISBN 978-5-85120-279-7
- Последние белые пятна на картах / В. Р. Ященко. — 2011. — 190 с. — ISBN 978-5-85120-336-7
- Непредвиденные происшествия в экспедициях / В. Р. Ященко. — Москва : ФГБУ "Центр геодезии, картографии и ИПД", 2014. — 180 с. — ISBN 978-5-903547-01-2
- Тайны экспедиционных маршрутов : ко Дню работников геодезии и картографии / В. Р. Ященко. — Москва : ФГБУ "Центр геодезии, картографии и ИПД", 2015. — 172 с. — ISBN 978-5-903547-02-9
- Экспедиционные будни геодезистов / В. Р. Ященко. — Москва : Центр геодезии, картографии и ИПД, 2015. — 174 с. — ISBN 978-5-903547-06-7
- Будни иркутских геодезистов / В. Р. Ященко. — Москва : Центр геодезии, картографии и ИПД, 2016. — 168 с. — ISBN 978-5-903547-07-4
- Первопроходцы в северных широтах / В. Р. Ященко. — Барнаул : Колмогоров И. А, 2016. — 143 с. — ISBN 978-5-91556-248-5
- В краю непуганых зверей / В. Р. Ященко. — Москва : ФГБУ "Центр геодезии, картографии и ИПД", 2017. — 173 с. — ISBN 978-5-903547-20-3
- О геодезистах ушедшей эпохи / В. Р. Ященко. — Москва : Центр геодезии, картографии и ИПД, 2017. — 165 с. — ISBN 978-5-903547-21-0
- О людях суровой профессии / В. Р. Ященко. — Москва : Центр геодезии, картографии и ИПД, 2018. — 181 с. — ISBN 978-5-903547-22-7
- Так создавались карты. Посвящается 100-летию государственной картографо-геодезической службы: в 2-х томах / В. Р. Ященко, предисловие Д. М. Красников. — «Роскартография»: Москва, 2018
  - Т. 1. — 2018 — 271 с. — ISBN 978590354702-9
  - Т. 2. — 2018 — 256 с. — ISBN 978590354702-9.
- Тернистые маршруты первопроходцев / В. Р. Ященко. — Москва : Центр геодезии, картографии и ИПД, 2019. — 156 с. — ISBN 978-5-903547-25-8
- Геодезисты у истоков тюменских месторождений / В. Р. Ященко. — Москва : Российское о-во геодезии, картографии и землеустройства, 2019. — 190 с. — ISBN 978-5-903547-24-1
- Судьбы в системе геодезических координат / В. Р. Ященко. — Новосибирск: СГУГиТ, 2019. — 181 с. — ISBN 978-5-907052-69-7
- Тайны таежных троп / В. Р. Ященко. — Москва : Картография, 2008. — 187 с. —  ISBN 978-5-85120-266-7
- Рассказы о геодезистах / В. Р. Ященко. — Москва : Центр геодезии, картографии и ИПД, 2020. — 309 с. — ISBN 978-5-903547-26-5
- Шестьдесят лет в геодезии / В. Р. Ященко. — Москва : ФГБУ "Центр геодезии, картографии и ИПД", 2020. — 120 с. — ISBN 978-5-903547-28-9
- Их имена на картах / Виктор Ященко. — Москва : Mrik.book, 2021. — 423 с. — ISBN 978-5-907292-42-0
- Геодезические маршруты длиною в жизнь : рассказы / В. Р. Ященко. — Москва : ФГБУ "Центр геодезии, картографии и ИПД", 2021. — 229 с. — ISBN 978-5-903547-29-6
- Будни геодезистов / В. Р. Ященко. — Москва : Центр геодезии, картографии и ИПД, 2022. — 235 с. — ISBN 978-5-903547-32-6
- Геодезисты на краю Земли : рассказы : научно-популярное издание / В. Р. Ященко. — Москва : ФГБУ "Центр геодезии, картографии и ИПД", 2022. — 167 с. — ISBN 978-5-903547-31-9[3]

## Награды
- Орден Трудового Красного Знамени (1982[1]);
- Заслуженный работник геодезии и картографии Российской Федерации (1999[8]);
- Премия имени Ф. Н. Красовского (2021 — «За вклад в популяризацию геодезии, топографии, картографии в серии книг (33 книги), изданных с 1990 г. по 2021 год»[9])